# Orpington (hönsras)
Den här artikeln handlar om hönsrasen. För orten med samma namn se Orpington

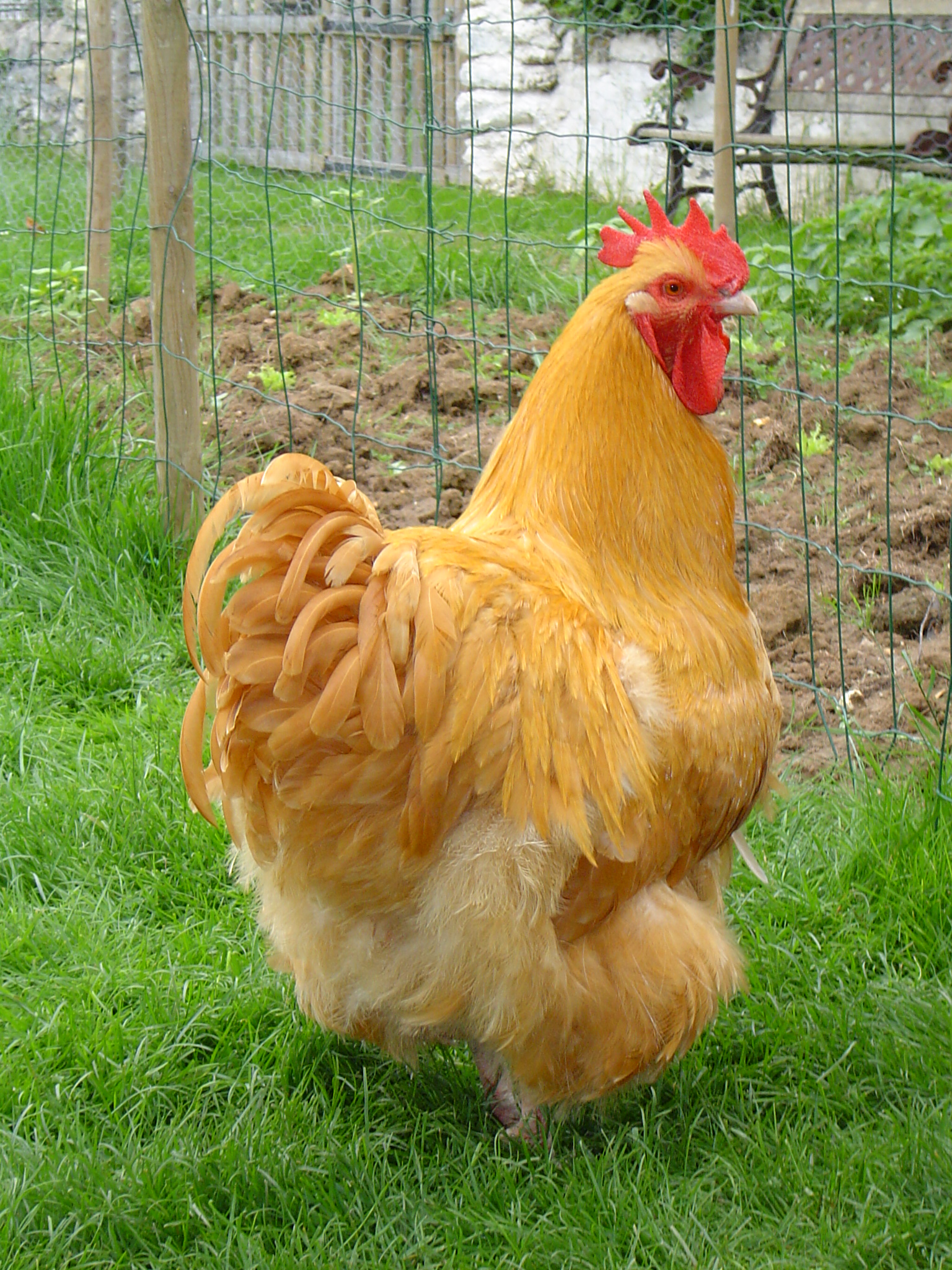
Orpington, gul tupp.

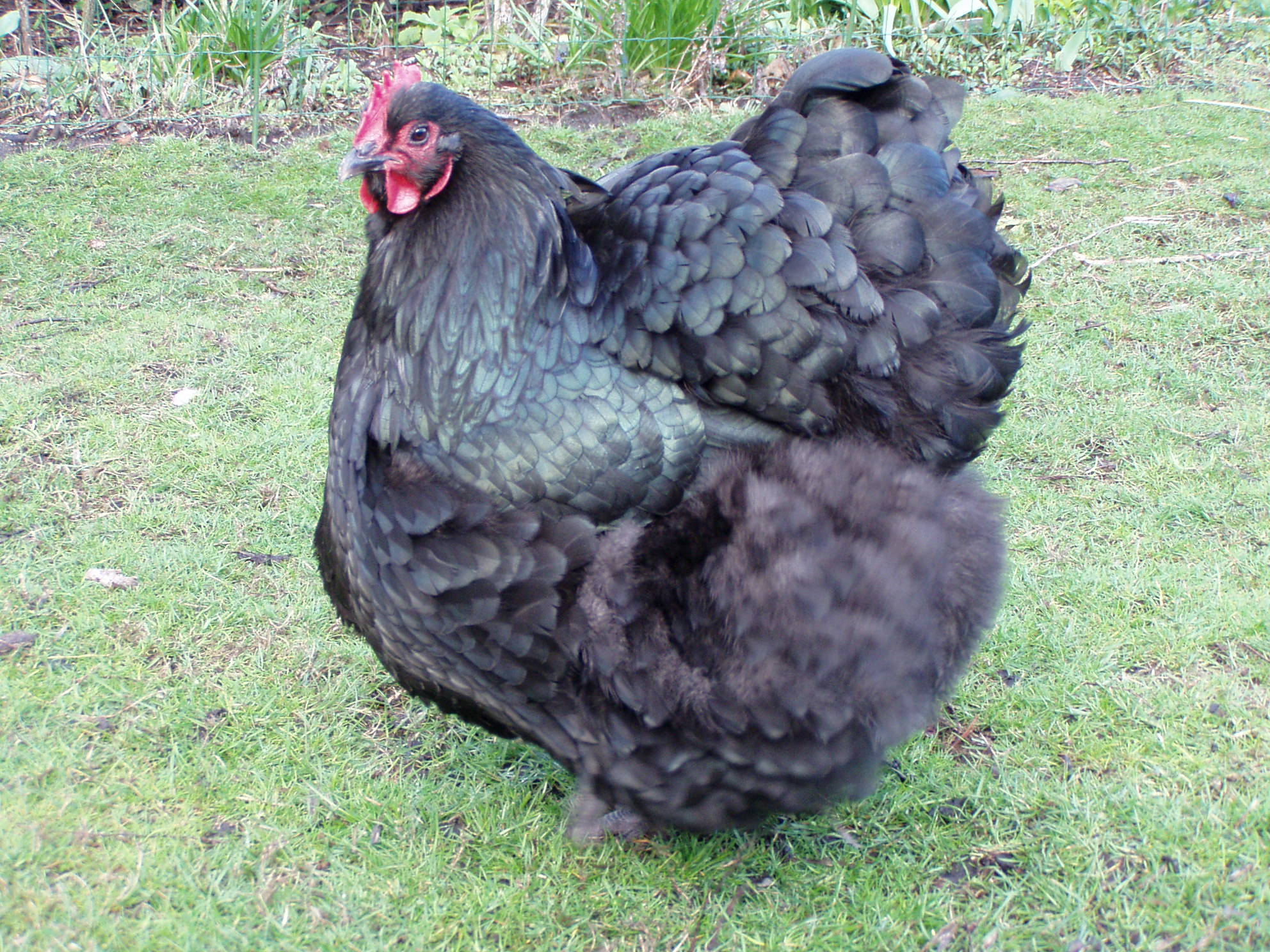
Orpington, svart höna.

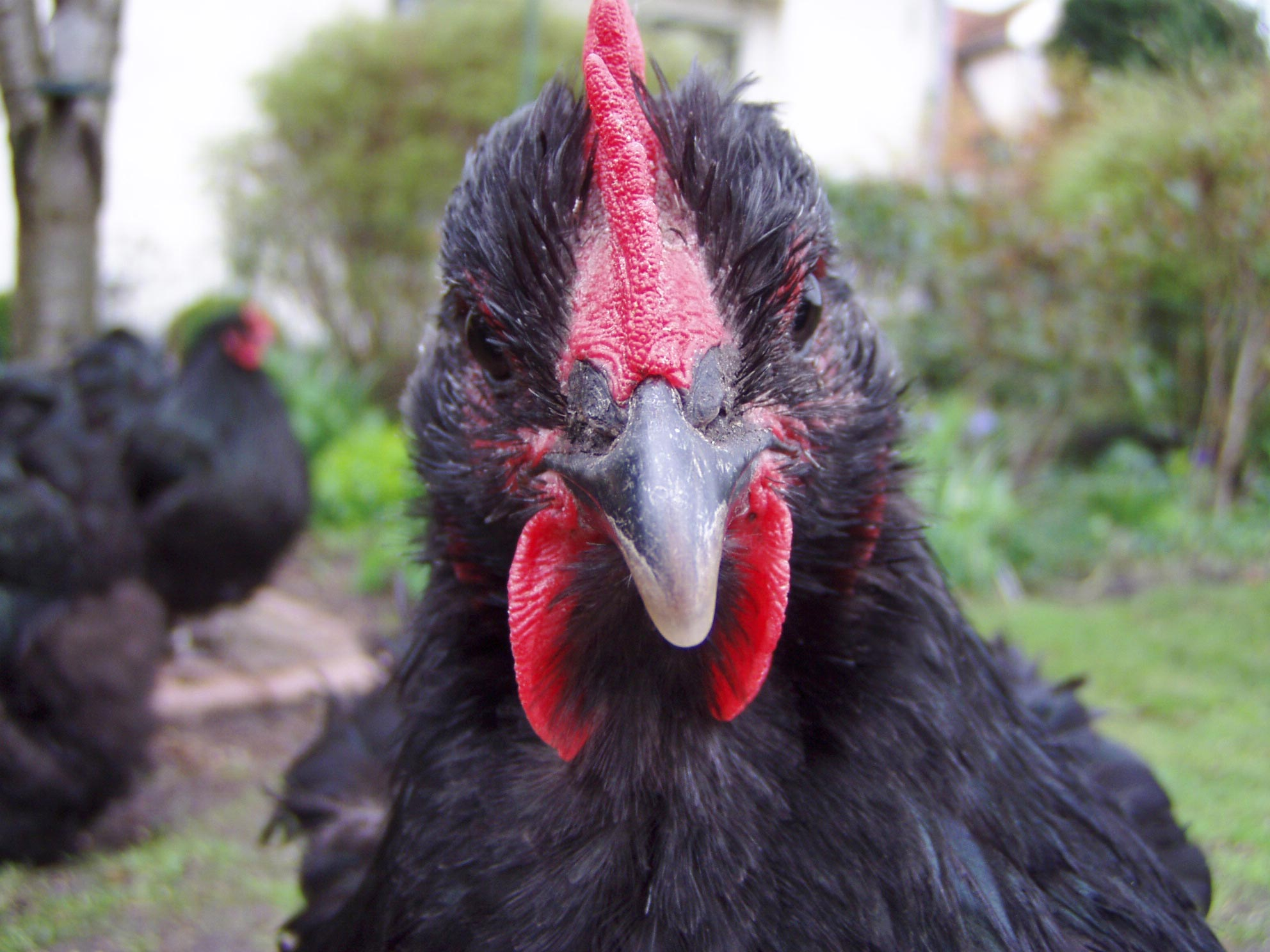
Närbild på svart orpington.

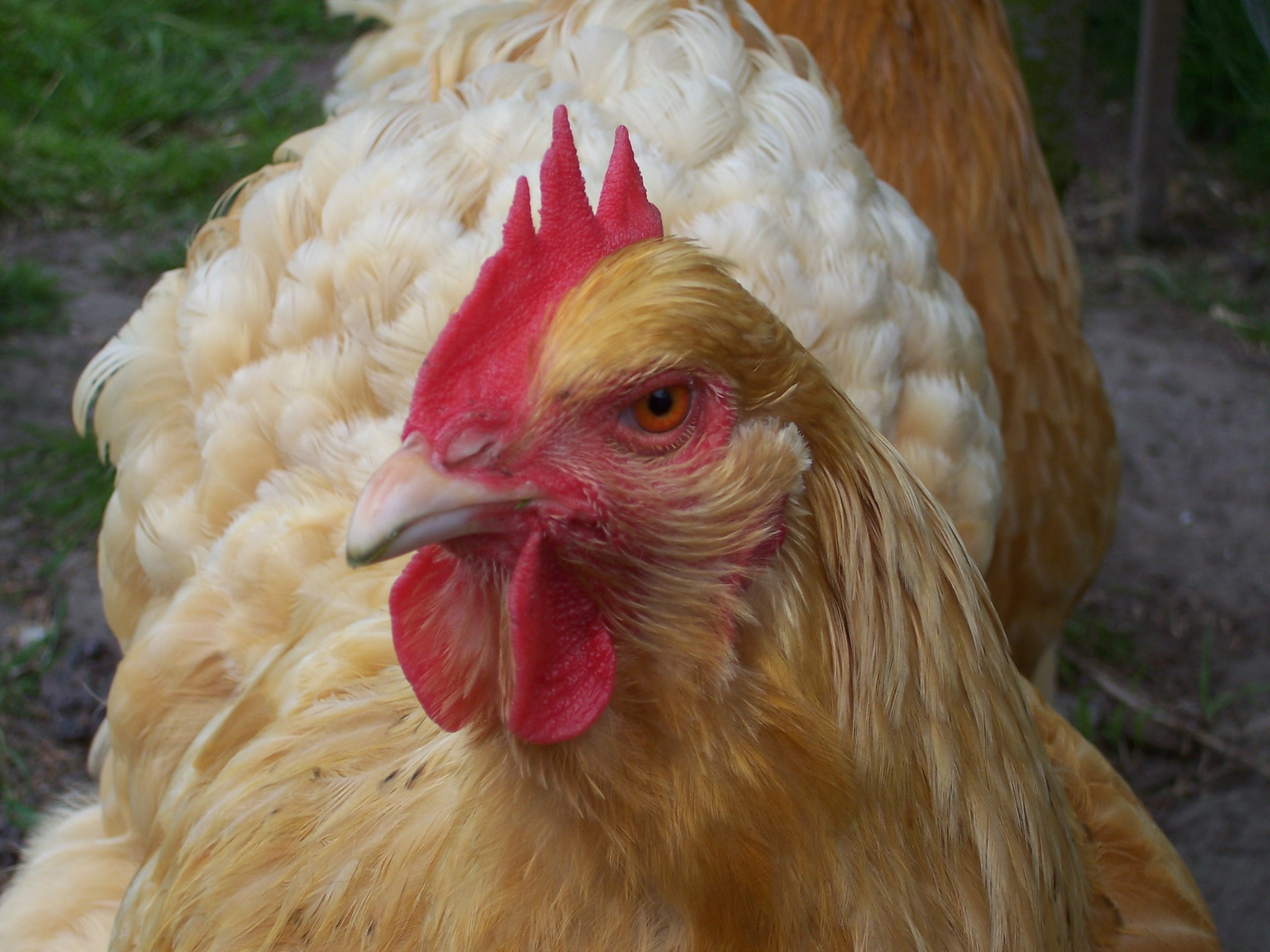
En gul orpingtonhöna.

Orpington är en tung hönsras framavlad i Storbritannien under 1800-talet, baserad på asiatiska hönsraser. Det är en bra köttras och även en bra värpras. En dvärgversion finns också, framavlad i Storbritannien och Tyskland.
Rasen finns i flera olika färgvarianter. En höna väger omkring 3 kilogram och en tupp väger omkring 3,5 kilogram. För dvärgvarianten är vikten för en höna runt 900 gram och för en tupp 1 kilogram. Äggen från en stor höna har gul till brunaktig skalfärg och väger ungefär 55 gram. Dvärgvariantens ägg har ljusbrun skalfärg och väger ungefär 35 gram.
Hönorna har stark ruvlust och kan ruva fram upp till tre kullar med kycklingar på ett år. Ibland kan det dock förekomma att en del av äggen i kullen har för tunt skal, något som kan leda till att kläckresultatet blir dåligt. Rasen är inte en snabbvuxen hönsras, först vid omkring 10 månaders ålder blir individerna fullvuxna.
Till sitt sätt är orpington en lugn och lätthanterlig ras. Den är en bra hushållsras, då den även är tålig och går lätt att hålla inhägnad.
Orpington har använts i avel för att ta fram andra hönsraser, bland annat australorp.

## Färger
- Björkfärgad
- Blå kanttecknad
- Spättad (splash)
- Gul
- Gul columbia
- Gul svartkanttecknad  / Gulsvartsömmad
- Ljus columbia
- Porslinsfärgad/trefärgad
- Rapphönsfärgad/Guldsvartbandad
- Röd
- Svart
- Svart vitfläckig
- Tvärrandig
- Vit
- Gultvärrandig
- Gultvärrandig Colombia
- Legbarfärgad
- Silversvartsömmad
- Chokladfärgad
- Choklad Tvärrandig
- Gulblåsömmad
- Lavendel
- Blå rapphönsfärgad/guldblåbandad